# إدارة غواينيا
إدارة غواينيا واحدة من 32 إدارة في كولومبيا، تقع في شرق البلاد على الحدود مع فنزويلا والبرازيل. عاصمتها إنيريدا. في عام 1963 إنفصلت غواينيا من إدارة فاوبيس. يتكون معظم سكانها من الهنود الحمر. هناك ما مجموعه 24 مجموعة عرقية في هذه الإدارة وكثير منهم يتكلم أربع لغات هندية إلى جانب اللغتين الإسبانية والبرتغالية.